# Liste der Einträge im National Register of Historic Places im Clatsop County
Liste der Einträge im National Register of Historic Places in Clatsop County (Oregon) in das National Register of Historic Places eingetragenen Gebäude, Bauwerke, Objekte, Stätten oder historischen Distrikte:

## Legende
| NRHP | Historic Place             |
| NHL  | Historic Landmark          |
| NHLD | Historic Landmark District |
| HD   | Historic District          |

## Aktuelle Einträge
| [ 1 ] | Name                                                             | Bild                                                             | Eintragsdatum                 | Lage | Ort                          | Beschreibung |
| ----- | ---------------------------------------------------------------- | ---------------------------------------------------------------- | ----------------------------- | --- | ---------------------------- | --- |
| 1     | Astor Building                                                   | weitere Bilder                                                   | 7. Sep. 1984 ID-Nr. 84002938  | 1203 Commercial St. 46° 11′ 19,2″ N, 123° 49′ 47,6″ W                                                                                | Astoria                      | Das Theater wurde 1925 eröffnet. Theater und Geschäftsgebäude stehen für die Wiedergeburt der Stadt nach dem Stadtbrand von Astoria von 1922. Das Gebäude in Stil der Italienischen Renaissance war in Astoria einzigartig, und hatte ein Auditorium mit 12 Wandgemälden des ortsansässigen Künstlers Joseph Knowles, die venezianische Kanäle abbilden.                       |
| 2     | John Jacob Astor Hotel                                           | weitere Bilder                                                   | 16. Nov. 1979 ID-Nr. 79002046 | 1401 Commercial St. 46° 11′ 19,4″ N, 123° 49′ 41,8″ W                                                                                | Astoria                      | Das 1924 eröffnete Hotel hieß ursprünglich Hotel Astoria und wurde 1951 umbenannt. Das Hotel schloss im Jahr 1968 und wird inzwischen als Apartmentgebäude genutzt. |
| 3     | Astoria City Hall                                                | weitere Bilder                                                   | 7. Sep. 1984 ID-Nr. 84002940  | 1618 Exchange St. 46° 11′ 18,2″ N, 123° 49′ 31,5″ W                                                                                  | Astoria                      | |
| 4     | Astoria Column                                                   | weitere Bilder                                                   | 2. Mai 1974 ID-Nr. 74001681   | Coxcomb Hill 46° 10′ 52,8″ N, 123° 49′ 3,1″ W                                                                                        | Astoria                      | |
| 5     | Astoria Downtown Historic District                               | weitere Bilder                                                   | 22. Juni 1998 ID-Nr. 98000631 | grob begrenzt durch den Columbia River das Gebiet zwischen Exchange St. sowie 7th St. und 17th St. 46° 11′ 20,4″ N, 123° 49′ 50,7″ W | Astoria                      | |
| 6     | Astoria Elks Building                                            | weitere Bilder                                                   | 1. Juni 1990 ID-Nr. 90000843  | 453 11th St. 46° 11′ 16,3″ N, 123° 49′ 55,4″ W                                                                                       | Astoria                      | |
| 7     | Astoria Fire House No. 2                                         | Astoria Fire House No. 2                                         | 7. Sep. 1984 ID-Nr. 84002946  | 2968 Marine Dr. 46° 11′ 25,6″ N, 123° 48′ 40,2″ W                                                                                    | Astoria                      | |
| 8     | Astoria Marine Construction Company Historic District            | weitere Bilder                                                   | 8. Jan. 2014 ID-Nr. 13001058  | 92134 Front Rd. 46° 8′ 41,3″ N, 123° 51′ 44,7″ W                                                                                     | Nähe Astoria                 | |
| 9     | Astoria Victory Monument                                         | weitere Bilder                                                   | 15. Nov. 1984 ID-Nr. 84000466 | Columbia St., Bond und W. Marine Dr. 46° 11′ 22,7″ N, 123° 50′ 52,6″ W                                                               | Astoria                      | |
| 10    | Astoria Wharf and Warehouse Company                              | Astoria Wharf and Warehouse Company                              | 14. Juni 1984 ID-Nr. 84002949 | Ufer des Columbia River zwischen der 3rd und 4th St. 46° 11′ 29,2″ N, 123° 50′ 20,3″ W                                               | Astoria                      | |
| 11    | Bald Point Site (35CLT23)                                        |                                                                  | 10. Sep. 1997 ID-Nr. 97000983 | Bodendenkmal, genaue Lage nicht öffentlich bekanntgegeben                                                                            | Nähe Cannon Beach            | Diese archäologische Stätte steht in Verbindung mit den Tillamook und besteht aus einem Kökkenmöddinger und möglicherweise einem Grubenhaus, die etwa auf 1550 nach Christus datieren. Teile der Stätte sind aufgrund von Küstenerosion bereits verlorengegangen, doch der Rest scheint weitgehend sicher.                                                                     |
| 12    | Robert Rensselaer Bartlett House                                 | Robert Rensselaer Bartlett House                                 | 5. Juni 1986 ID-Nr. 86001236  | 1215 15th St. 46° 10′ 58,5″ N, 123° 49′ 36,3″ W                                                                                      | Astoria                      | |
| 13    | Peter L. Cherry House                                            | Peter L. Cherry House                                            | 7. Sep. 1984 ID-Nr. 84002952  | 836 15th St. 46° 11′ 7,7″ N, 123° 49′ 35,4″ W                                                                                        | Astoria                      | |
| 14    | Clatsop County Courthouse                                        | weitere Bilder                                                   | 5. Apr. 1984 ID-Nr. 84002954  | 749 Commercial St. 46° 11′ 19,6″ N, 123° 50′ 6,7″ W                                                                                  | Astoria                      | |
| 15    | Clatsop County Jail (Old)                                        | weitere Bilder                                                   | 19. Mai 1983 ID-Nr. 83002145  | 732 Duane St. 46° 11′ 18,8″ N, 123° 50′ 7,7″ W                                                                                       | Astoria                      | |
| 16    | Ecola Point Site (35CLT21)                                       |                                                                  | 10. Sep. 1997 ID-Nr. 97000984 | Bodendenkmal; genaue Lage nicht öffentlich bekanntgegeben                                                                            | Nähe von Cannon Beach        | Die Überreste eines Dorfes der Tillamook und der beiden kompakten Kökkenmöddinger an dieser archäologischen Stätte wurden mit der Radiocarbonmethode auf die Zeit zwischen 1100 und 1700 unserer Zeitrechnung datiert. Diese große und komplexe Stätte ist weitgehend intakt und hat weitreichendes Potential für die spätere Forschung.                                       |
| 17    | Erickson–Larsen Ensemble                                         | Erickson–Larsen Ensemble                                         | 20. Feb. 1991 ID-Nr. 91000055 | 3025–3027 Marine Dr. 46° 11′ 25,8″ N, 123° 48′ 36,8″ W                                                                               | Astoria                      | Das Wohnhaus Ericksons wurde 1877 gebaut, und das kleine Apartmenthaus Ludwig Larsens entstand um 1885. |
| 18    | Albert W. Ferguson House                                         | Albert W. Ferguson House                                         | 7. Sep. 1984 ID-Nr. 84002955  | 1661 Grand Ave. 46° 11′ 9,2″ N, 123° 49′ 28,7″ W                                                                                     | Astoria                      | |
| 19    | Ferdinand Fisher House                                           | Ferdinand Fisher House                                           | 6. Mai 1987 ID-Nr. 87000668   | 687 12th St. 46° 11′ 11″ N, 123° 49′ 50″ W                                                                                           | Astoria                      | |
| 20    | Capt. George Flavel House and Carriage House                     | weitere Bilder                                                   | 28. Nov. 1980 ID-Nr. 80003307 | 441 8th St. 46° 11′ 17,3″ N, 123° 50′ 6,3″ W                                                                                         | Astoria                      | Das 1885 im Queen Anne Style erbaute Haus beherbergt heute ein Museum. Es kam in The Goonies vor. |
| 21    | Captain George Conrad Flavel House                               | weitere Bilder                                                   | 5. Juni 1986 ID-Nr. 86001222  | 627 15th St. 46° 11′ 12,4″ N, 123° 49′ 38,5″ W                                                                                       | Astoria                      | 1901 erbautes Wohnhaus |
| 22    | George C. and Winona Flavel House                                | weitere Bilder                                                   | 19. Feb. 1991 ID-Nr. 91000054 | 818 Grand Ave. 46° 11′ 11,4″ N, 123° 50′ 4,5″ W                                                                                      | Astoria                      | 1879 erbautes Wohnhaus |
| 23    | Martin Foard House                                               | Martin Foard House                                               | 5. Juni 1986 ID-Nr. 86001221  | 690 17th St. 46° 11′ 11,1″ N, 123° 49′ 25,6″ W                                                                                       | Astoria                      | |
| 24    | Fort Astoria                                                     | weitere Bilder                                                   | 15. Okt. 1966 ID-Nr. 66000639 | 15th St./Exchange St. 46° 11′ 17,5″ N, 123° 49′ 38,9″ W                                                                              | Astoria                      | John Jacob Astor versuchte, das britische Monopol im Pelzhandel im Pazifischen Nordwesten zu brechen, indem er 1811 diesen befestigten Handelsposten bauen ließ. Das Fort wurde in der Folge ein wichtiger Bestandteil der amerikanischen Ansprüche auf das Oregon Country. Astor verkaufte das Fort 181 an die British North West Company.                                    |
| 25    | Fort Clatsop National Memorial                                   | weitere Bilder                                                   | 15. Okt. 1966 ID-Nr. 66000640 | etwa 8 km südlich von Astoria 46° 8′ 3,1″ N, 123° 52′ 44,6″ W                                                                        | Nähe von Astoria             | |
| 26    | Fort Stevens                                                     | weitere Bilder                                                   | 22. Sep. 1971 ID-Nr. 71000678 | Fort Stevens State Park 46° 12′ 3″ N, 123° 57′ 48″ W                                                                                 | Hammond                      | |
| 27    | William and Nellie Fullam House                                  | William and Nellie Fullam House                                  | 25. Okt. 1991 ID-Nr. 91001570 | 781 S. Promenade 45° 59′ 22,1″ N, 123° 55′ 50,3″ W                                                                                   | Seaside                      | |
| 28    | Rev. William S. Gilbert House                                    | Rev. William S. Gilbert House                                    | 3. Juni 1993 ID-Nr. 93000457  | 725 11th St. 46° 11′ 9,8″ N, 123° 49′ 55,4″ W                                                                                        | Astoria                      | |
| 29    | Goodwin–Wilkinson Farmhouse                                      | Goodwin–Wilkinson Farmhouse                                      | 9. März 1992 ID-Nr. 92000128  | US-101 westlich von Cullaby Lake 46° 5′ 12,9″ N, 123° 55′ 0″ W                                                                       | Nähe von Warrenton           | |
| 30    | Grace Episcopal Church and Rectory A                             | weitere Bilder                                                   | 7. Sep. 1984 ID-Nr. 84002957  | 1545 Franklin Ave. 46° 11′ 12,7″ N, 123° 49′ 34,7″ W                                                                                 | Astoria                      | |
| 31    | Grace Episcopal Church Rectory, Old A                            | Grace Episcopal Church Rectory, Old                              | 9. März 1990 ID-Nr. 90000375  | 637 16th St. 46° 11′ 12,3″ N, 123° 49′ 32,8″ W                                                                                       | Astoria                      | |
| 32    | Capt. J. H. D. Gray House                                        | Capt. J. H. D. Gray House                                        | 7. Sep. 1984 ID-Nr. 84002958  | 1687 Grand Ave. 46° 11′ 9,5″ N, 123° 49′ 27,5″ W                                                                                     | Astoria                      | |
| 33    | John N. Griffin House                                            | John N. Griffin House                                            | 25. Okt. 1984 ID-Nr. 84000119 | 1643 Grand Ave. 46° 11′ 9,4″ N, 123° 49′ 29,3″ W                                                                                     | Astoria                      | |
| 34    | Haller–Black House                                               | Haller–Black House                                               | 25. Okt. 1991 ID-Nr. 91001568 | 841 S. Promenade 45° 59′ 21,1″ N, 123° 55′ 50,5″ W                                                                                   | Seaside                      | |
| 35    | Hlilusqahih Site (35CLT37)                                       |                                                                  | 26. Apr. 1984 ID-Nr. 84002959 | Bodendenkmal, genaue Lage nicht öffentlich bekanntgegeben                                                                            | Knappa                       | |
| 36    | John Hobson House                                                | John Hobson House                                                | 17. Feb. 1978 ID-Nr. 78002281 | 469 Bond St. 46° 11′ 22,6″ N, 123° 50′ 16,8″ W                                                                                       | Astoria                      | |
| 37    | Gustavus Holmes House                                            | Gustavus Holmes House                                            | 25. Okt. 1984 ID-Nr. 84000121 | 682 34th St. 46° 11′ 26,4″ N, 123° 48′ 19,5″ W                                                                                       | Astoria                      | |
| 38    | Indian Creek Village Site (35CLT12)                              |                                                                  | 10. Sep. 1997 ID-Nr. 97000982 | Bodendenkmal, genaue Lage nicht öffentlich bekanntgegeben                                                                            | in der Nähe von Cannon Beach | |
| 39    | Indian Point Site (35 CLT 34)                                    |                                                                  | 9. Mai 1984 ID-Nr. 84002960   | Bodendenkmal, genaue Lage nicht öffentlich bekanntgegeben                                                                            | Svensen                      | |
| 40    | Isabella Shipwreck Site and Remains                              |                                                                  | 21. Sep. 1989 ID-Nr. 89001385 | genaue Lage öffentlich nicht bekanntgegeben                                                                                          | Nähe von Astoria             | |
| 41    | Peter and Maria Larson House                                     | Peter and Maria Larson House                                     | 9. März 1990 ID-Nr. 90000374  | 611 31st St. 46° 11′ 26,8″ N, 123° 48′ 34,1″ W                                                                                       | Astoria                      | |
| 42    | Charles David Latourette House                                   | Charles David Latourette House                                   | 22. März 1984 ID-Nr. 84002962 | 683 D St. 46° 1′ 15,6″ N, 123° 55′ 8,3″ W                                                                                            | Gearhart                     | |
| 43    | Christian Leinenweber House                                      | Christian Leinenweber House                                      | 20. Mai 1999 ID-Nr. 99000604  | 3480 Franklin Ave. 46° 11′ 29,9″ N, 123° 48′ 17,2″ W                                                                                 | Astoria                      | |
| 44    | Lightship WAL-604, COLUMBIA                                      | weitere Bilder                                                   | 17. Feb. 1978 ID-Nr. 89002463 | 1792 Maritime Dr. 46° 11′ 25,4″ N, 123° 49′ 26,4″ W                                                                                  | Astoria                      | Das 1979 ausgemusterte Feuerschiff war das letzte Feuerschiff am Columbia River Bar und entlang der gesamten Westküste der Vereinigten Staaten; WAL-604 entstammt der letzten, nach 1939 gebauten Generation von Feuerschiffen der U.S. Coast Guard. Das Schiff wurde 1950 gebaut und ist äußerlich den früheren Feuerschifftypen ähnlich, weicht jedoch nautisch deutlich ab. |
| 45    | Noonan–Norblad House                                             | Noonan–Norblad House                                             | 31. März 1988 ID-Nr. 88000303 | 1625 Grand Ave. 46° 11′ 9,5″ N, 123° 49′ 30,1″ W                                                                                     | Astoria                      | |
| 46    | Judge C. H. Page House                                           | Judge C. H. Page House                                           | 6. Juni 1985 ID-Nr. 85001177  | 1393 Franklin Ave. 46° 11′ 12,4″ N, 123° 49′ 42,9″ W                                                                                 | Astoria                      | |
| 47    | Charles Preston House                                            | Charles Preston House                                            | 25. Okt. 1991 ID-Nr. 91001569 | 141 Ave. I 45° 59′ 18,6″ N, 123° 55′ 46,2″ W                                                                                         | Seaside                      | |
| 48    | Sea Lyft                                                         | Sea Lyft                                                         | 14. Nov. 2001 ID-Nr. 01000496 | 702 D St. 46° 1′ 17,2″ N, 123° 55′ 7″ W                                                                                              | Gearhart                     | |
| 49    | Shively–McClure Historic District                                | weitere Bilder                                                   | 4. Aug. 2005 ID-Nr. 05000829  | zwischen Franklin Ave. und Lexington Ave. und zwischen 9th St. und 18th St. 46° 11′ 9″ N, 123° 49′ 37″ W                             | Astoria                      | |
| 50    | Norris Staples House                                             | Norris Staples House                                             | 25. Okt. 1984 ID-Nr. 84000126 | 1031 14th St. 46° 11′ 1,6″ N, 123° 49′ 42,2″ W                                                                                       | Astoria                      | |
| 51    | Charles Stevens House                                            | Charles Stevens House                                            | 6. Juni 1985 ID-Nr. 85001178  | 1388 Franklin Ave. 46° 11′ 13,7″ N, 123° 49′ 43,2″ W                                                                                 | Astoria                      | |
| 52    | Svenson Blacksmith Shop                                          | Svenson Blacksmith Shop                                          | 6. Nov. 1986 ID-Nr. 86003015  | 1769 Exchange St. 46° 11′ 18,5″ N, 123° 49′ 23,1″ W                                                                                  | Astoria                      | |
| 53    | Tillamook Rock Lighthouse                                        | weitere Bilder                                                   | 9. Dez. 1981 ID-Nr. 81000480  | SW von Seaside 45° 56′ 14″ N, 124° 1′ 9″ W                                                                                           | Seaside                      | |
| 54    | Union Fishermen’s Cooperative Packing Company Alderbrook Station | Union Fishermen’s Cooperative Packing Company Alderbrook Station | 20. Feb. 1991 ID-Nr. 91000053 | 4900 Ash St. 46° 11′ 48,5″ N, 123° 46′ 57″ W                                                                                         | Astoria                      | |
| 55    | Uniontown–Alameda Historic District                              | weitere Bilder                                                   | 25. Aug. 1988 ID-Nr. 88001311 | Marine Dr. und Alameda Ave., zwischen Hume Ave. und Hull Ave. 46° 11′ 18,1″ N, 123° 50′ 54,4″ W                                      | Astoria                      | |
| 56    | U.S. Post Office and Custom House                                | weitere Bilder                                                   | 4. März 1985 ID-Nr. 85000542  | 750 Commercial St. 46° 11′ 21,5″ N, 123° 50′ 6,8″ W                                                                                  | Astoria                      | |
| 57    | Warren Investment Company Housing Group                          | Warren Investment Company Housing Group                          | 5. Juni 1986 ID-Nr. 86001223  | 656, 674, and 690 11th St. 46° 11′ 11,3″ N, 123° 49′ 53,9″ W                                                                         | Astoria                      | |
| 58    | Daniel Knight Warren House                                       | Daniel Knight Warren House                                       | 8. Sep. 1988 ID-Nr. 88001521  | 107 NE Skipanon Dr. 46° 10′ 6,5″ N, 123° 55′ 18,8″ W                                                                                 | Warrenton                    | |
| 59    | Oswald West Coastal Retreat                                      | Oswald West Coastal Retreat                                      | 26. Feb. 1992 ID-Nr. 92000066 | 1981 Pacific Ave. 45° 52′ 54″ N, 123° 57′ 45,9″ W                                                                                    | Cannon Beach                 | |
| 60    | Andrew Young House                                               | Andrew Young House                                               | 26. Juni 1986 ID-Nr. 86001391 | 3720 Duane St. 46° 11′ 33,8″ N, 123° 48′ 3″ W                                                                                        | Astoria                      | |
| 61    | Benjamin Young House and Carriage House                          | Benjamin Young House and Carriage House                          | 7. März 1979 ID-Nr. 79002047  | 3652 Duane St. 46° 11′ 33,7″ N, 123° 48′ 8,5″ W                                                                                      | Astoria                      | |

## Frühere Einträge
| [ 1 ] | Name                                 | Bild                  | Eintragsdatum                 | Lage                                             | Ort     | Beschreibung |
| ----- | ------------------------------------ | --------------------- | ----------------------------- | ------------------------------------------------ | ------- | --- |
| 1     | Samuel Elmore Cannery                | Samuel Elmore Cannery | 13. Nov. 1966 ID-Nr. 66000638 | 70 W. Marine Drive 46° 11′ 30″ N, 123° 50′ 45″ W | Astoria | Der Stammsitz der Thunfischmarke „Bumble Bee“ war von 1898 bis zu ihrer Schließung 1980 die am längsten ununterbrochen in Betrieb stehende Konservenfabrik für die Verarbeitung von Lachs in den Vereinigten Staaten; in den 1930er Jahren wurde die Produktion auf die Verarbeitung von Thunfisch erweitert. Das Bauwerk brannte 1993 ab und wurde am 16. Juli 1993 B aus der Liste entfernt. |
| 2     | Allan Herschell Two-Abreast Carousel |                       | 1987 ID-Nr. 87001382          | 300 Broadway                                     | Seaside | Ursprünglich in das NRHP aufgenommen im Rahmen der Oregon Historic Wooden Carousels TR. Wurde 1991 nach Kalifornien gebracht und befindet sich nun in Ohio. Entfernung aus der Liste am 27. Mai 1998. |
| 3     | Marshall J. Kinney Cannery           |                       | 30. Juni 1989 ID-Nr. 89000515 | 1 6th St.                                        | Astoria | Wurde am 8. September 1997 aus der Liste ausgetragen. |